# Fredrik Björck
Bo Fredrik Björck (n. Kållered, Suecia, 22 de octubre de 1979) es un futbolista sueco. Juega de defensa, y su actual equipo es el Tromsø IL de la Tippeligaen de Noruega.

## Clubes
| Club               | País      | Año       |
| ------------------ | --------- | --------- |
| Västra Frölunda IF | Suecia    | 1997-2002 |
| AIK Solna          | Suecia    | 2003-2004 |
| Helsingborgs IF    | Suecia    | 2005-2007 |
| IF Elfsborg        | Suecia    | 2007      |
| Esbjerg fB         | Dinamarca | 2008-2010 |
| Tromsø IL          | Noruega   | 2010-     |